# Daniele Barcaroli
Daniele Barcaroli (...) è un doppiatore e dialoghista italiano.

## Biografia
Ha iniziato a doppiare nei primi anni duemila, lavorando principalmente per la televisione, doppiando spesso attori britannici. 
Nel corso della sua carriera ha doppiato Kevin Connolly in Entourage, Jason Hughes ne L'ispettore Barnaby e Tahmoh Penikett in Battlestar Galactica, oltre ad aver prestato la voce a volti noti come Benedict Cumberbatch, Andrew Lincoln, Bobby Cannavale, Stephen Dorff, Michael Jace, Michael Rapaport e Sean Faris. 
Lavora anche in Spagna, con residenza a Barcellona.
È anche come dialoghista.

## Doppiaggio

### Cinema
- Peter Dobson in Lolita - I peccati di Hollywood
- Bobby Cannavale in Haven
- Stephen Dorff in .45
- Ethan Suplee in Una notte in giallo
- Michael Rapaport in Kiss Toledo Goodbye
- Tory Kittles in Next
- Stephen Lord in Until Death
- Seamus Dever in She's No Angel
- Jimi Mistry in Cose da fare prima dei 30
- Lillo Brancato in The Specialist
- Byron Mann in Catwoman
- Eddie George in Into the Sun
- Andrew McCarthy in I'm Losing You
- Grant Show in Encrypt
- Goran Višnjić in Beginners
- David Lipper in Threshold
- Dean Sibling in Zombie: Cronaca di Un Dolore
- Rainbow Borden in Random Acts Of Violence
- Nicholas Duvauchelle in Trouble Every Day
- Scott Bairstow in The Bone Snatcher
- D.C. Douglas in Killers 2: The Beast
- Roark Critchlow in Asylum Days
- Aaron Buer in Detour
- James Quinn in Killer Cop
- Leslie Cheung in Double Tap - Doppio tiro
- Ioan Gruffudd in This Girl's Life
- R.Brandon Johnson in Malevolence
- Csaba Pindroch in A Kind of America
- Moritz Bleibtreu in Bye Bye Germany
- Ruhel Ahmed in The Road to Guantanamo
- Rubén Ochandiano in Guerreros
- Roberto Purvis in Cappuccetto Rosso[2]

### Film TV
- Andrew Lincoln in Moonshot - L'uomo sulla luna
- Michael Jace in La signora in giallo - L'ultimo uomo libero
- Cameron Mathison in Di ritorno per Natale
- Paul Greene in Il musical di Natale
- Paul Telfer in Spartacus
- Peter Firth in Eroe per un giorno
- Jeffrey Gorman in Glory Days
- Richard Chevolleau in Swarmed - Lo sciame della paura
- Martin Cummins in Radio Rebel
- Rick Ravanello in Monte Walsh - Il nome della giustizia
- Joe Michael Burke in La signora in giallo - La ballata del ragazzo perduto
- Jake Simons in Terminal Invasion
- Richard Anthony Crenna in La signora in giallo - Appuntamento con la morte[3]

### Serie TV
- Jason Hughes in L'ispettore Barnaby, Marcella
- Charles Edwards e Robin Laing in Murder Rooms
- Kevin Connolly in Entourage
- Tom Everett Scott in Philly
- Larry Cedar in Deadwood
- Kevin Alejandro in Ugly Betty
- Brian Klugman in Frasier
- Bill Mumy in Babylon 5 (ridoppiaggio)
- Balthazar Getty in Streghe
- Mark Hildreth in Just Cause
- Tahmoh Penikett in Battlestar Galactica
- Thomas Burr in Angel
- Sean Maher in Firefly
- James Parks in The District
- Sandy Jobin-Bevans in Life with Boys
- Scott Lowell in Queer as Folk
- Shane Cortese in Outrageous Fortune - Crimini di famiglia
- Oscar Redding in The Secret Life of Us
- Scott Maslen in Lock, Stock...
- Zaib Shaikh in La piccola moschea nella prateria
- Nathan Lee Graham in The Comeback[4]
- Maor Schwietzr in Split
- Tomy Dunster in Rebelde Way[5]

### Film d'animazione
- principe Nalu in Barbie Fairytopia, Barbie Fairytopia - Mermaidia

### Cartoni animati
- Dooley in King of the Hill
- Jimmy in Krypto the Superdog
- E. Coyote in Loonatics Unleashed
- XLR8 e Inferno in Ben 10
- Jack Levin in F-Zero GP Legend
- Tasho in Hand Maid May
- Fakir in Princess Tutu - Magica ballerina